# Хуан Карлос Оленяк
Хуан Карлос Оленяк (ісп. Juan Carlos Oleniak, нар. 4 березня 1942, Буенос-Айрес) — аргентинський футболіст чеського походження, що грав на позиції нападника. По завершенні ігрової кар'єри — тренер.
Виступав, зокрема, за клуби «Расинг» (Авельянеда), «Універсідад де Чилі» та «Сантьяго Вондерерз», а також національну збірну Аргентини.

## Клубна кар'єра
У дорослому футболі дебютував 1960 року виступами за команду «Расинг» (Авельянеда), в якій з перервою провів чотири сезони, взявши участь у 44 матчах чемпіонату. З «Расингом» Оленяк став чемпіоном Аргентини в 1961 році. Під час перерви 1962 року Хуан Карлос захищав кольори клубу «Архентінос Хуніорс».
У 1965 році він переїхав до Чилі, ставши гравцем «Універсідад де Чилі». Відіграв за команду із Сантьяго наступні чотири сезони своєї ігрової кар'єри і був одним з головних бомбардирів команди, маючи середню результативність на рівні 0,51 гола за гру першості і двічі вигравав чемпіонат Чилі в 1965 та 1967 роках.
Згодом з 1969 по 1970 рік грав у складі іншої місцевої команди «Сантьяго Вондерерз», після чого виступав за мексиканський «Веракрус».
Завершив ігрову кар'єруна батьківщині у команді «Сан-Мартін» (Мендоса), за яку виступав протягом сезону 1972 року.

## Виступи за збірну
У складі олімпійської збірної Аргентини виступав на Панамериканських іграх, а наступного року брав участь і в футбольному турнірі Олімпійських ігор. На турнірі в Римі він зіграв у трьох матчах групового етапу з Данією (гол), Тунісом (два голи) та Польщею (гол), втім збірна не вийшла з групи.
У складі національної збірної Аргентини збірної був учасником чемпіонату світу 1962 року у Чилі. З трьох матчів Аргентини на турнірі Оленяк зіграв у двох: у другій і третій іграх групового етапу проти збірних Англії та Угорщини, але аргентинці не подолали груповий етап.

## Кар'єра тренера
1990 року недовго очолював тренерський штаб клубу «Расинг» (Авельянеда) після того як Нельсон Чабай подав у відставку.

## Титули і досягнення
- Чемпіон Аргентини (1):

«Расинг» (Авельянеда): 1961
- Чемпіон Чилі (2):

«Універсідад де Чилі»: 1965, 1967
- Переможець Панамериканських ігор: 1959
- Срібний призер Панамериканських ігор: 1963
- Бронзовий призер Чемпіонату Південної Америки: 1963